# Montberon

Montberon este o comună în departamentul Haute-Garonne din sudul Franței. În 2009 avea o populație de 2.782 de locuitori.

## Evoluția populației
| An        | 1975 | 1982  | 1990  | 1999  | 2006  | 2009  |
| --------- | ---- | ----- | ----- | ----- | ----- | ----- |
| Populație | 770  | 1.053 | 1.485 | 2.342 | 2.667 | 2.782 |